# Andrew Huberman

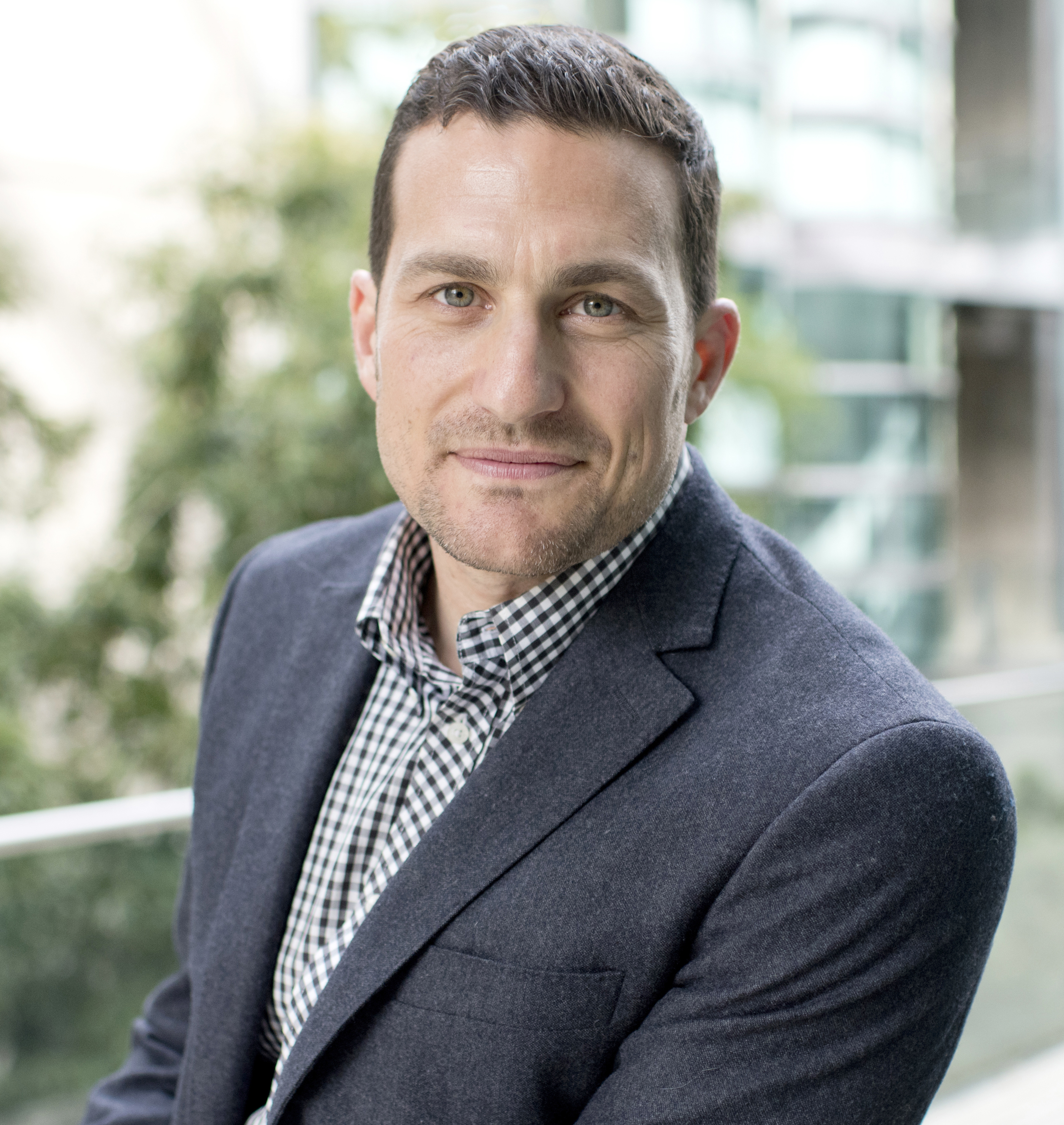
Andrew Huberman (2016)

Andrew David Huberman ist ein amerikanischer Neurowissenschaftler und Associate Professor für Neurobiologie an der Stanford School of Medicine.

## Ausbildung
Huberman schloss 1993 die High School ab und begann anschließend zu studieren. Er erhielt 1998 einen B.A. von der University of California, Santa Barbara und 2000 einen M.A. von der University of California, Berkeley. 2004 promovierte er als PhD in Neurowissenschaften an der University of California, Davis.

## Podcast
Im Jahr 2021 startete Huberman den Huberman Lab-Podcast. In meist 90-minütigen Episoden spricht Huberman über den Stand der Forschung zu einem bestimmten Thema, sowohl innerhalb als auch außerhalb seines Fachgebiets. Bis 2023 wurde der Podcast zum viertbeliebtesten Podcast in den USA auf Spotify, während sein YouTube-Kanal 3,86 Millionen Abonnenten und sein Instagram-Account 5 Millionen hatte. In dem Podcast wirken Wissenschaftler, Ärzte und andere bekannte Podcaster mit.
Der Podcast ist unter Fachleuten umstritten, da Huberman seine wissenschaftliche Reputation nutzt, um Werbung für diverse Nahrungsergänzungsmittel wie Vitaminpräparate und pflanzliche Extrakte zu machen. Viele dieser Produkte sind für Gesunde ohne positive Auswirkung und in einigen Fällen, wie bei antioxidativen Nahrungsergänzungsmitteln, sogar gesundheitsschädlich. Der Podcast wird von mehreren Unternehmen für Nahrungsergänzungsmittel gesponsert.